# 韋爾布利亞尼 (布斯克區)
49°59′24″N 24°39′47″E / 49.99000°N 24.66306°E
韋爾布利亞尼（烏克蘭語：Вербляни），是烏克蘭西部的村莊，隸屬利維夫州的佐洛奇夫區。該村面積1.96平方公里，海拔高度217米，2001年人口375，人口密度每平方公里191.82人。